# Pokémon, le film : Genesect et l'Éveil de la légende
Genesect  l'éveil de la légende (japonais : 神速のゲノセクト ミュウツー覚醒, Genesect Vitesse Extrême, l'éveil de Mewtwo ! ) est le seizième film Pokémon. Dans la première bande-annonce, on voit Sacha qui découvre les deux Genesect. Les deux Pokémon sont sous une nouvelle forme. Le premier porte le module Cryo et le chromatique le module Choc ; ce dernier est d'ailleurs beaucoup plus rapide. C'est également la première fois dans un film Pokémon que l'on assiste à la Méga-Évolution (Mewtwo Y).

## Synopsis
Alors que le pokégroupe continue son voyage, Mewtwo se dispute avec le chef des Genesect. En fait, l'un d'entre eux disait vouloir rentrer chez lui, et Mewtwo voulait l'aider. Un peu plus tard, ils construisent leur nid sur la centrale électrique de la ville où se trouvent Sacha, Iris, Rachid et leurs Pokémon.

## Distribution

### Voix en français
- Aurélien Ringelheim: Sacha
- Béatrice Wegnez	: Iris
- Maxime Donnay	: Rachid
- David Manet	: James
- Catherine Conet : Jessie
- Philippe Tasquin	: Miaouss
- Manuela Servais	: Mewtwo
- Nicolas Matthys	: Eric
- Michel Hinderyckx	: Narrateur, voix de Pokémon
- Julie Basecqz	: Infirmière Joëlle, voix de Pokémon
- Elsa Poisot	: Genesect au Module Aqua
- Philippe Résimont	: Genesect rouge
- Grégory Praet	: le petit garçon
- Nancy Philippot	: la petite fille
- Myriem Akheddiou	: Mère des deux enfants
- Fabienne Loriaux	: Voix de Pokémon
- Delphine Chauvier	: Voix de Pokémon
- Frédéric Clou	: Voix de Pokémon
- Jean-Marc Delhausse : voix de Pokémon
- Frédéric Meaux : Rôles tiers[réf. nécessaire]

Version francophone (belge)
- Studio de doublage : SDI Media Belgium
- Direction de doublage	: Jean-Marc Delhausse
- Adaptation française:	Sophie Servais
- Adaptation des chansons : Marie-Line Landerwijn
- Générique VF interpreté par : 
  - Daniela Sindaco & Olivier Ghnassia (générique de début)
  - Filipina Sciacchitano (générique de fin)